# Wilhelm Falkenheiner
Wilhelm Georg Peter Falkenheiner, auch Falckenhainer (* 3. November 1821 in Hofgeismar; † 9. April 1892 in Kassel) war ein deutscher evangelischer Pfarrer, Schulrat und Mitglied der kurhessischen Ständeversammlung.

## Leben
Wilhelm Falkenheiner war ein Sohn des Pfarrers, Lehrers und Staatsarchivars Carl Bernhard Nicolaus Falkenheiner (1798–1842) und dessen Ehefrau Christine Wilhelmine Koppen (* 1820). Er absolvierte ein Studium an der Philipps-Universität Marburg, das er 1846 mit der Promotion zum Dr. phil. abschloss.
In der französischen Gemeinde in Kassel war er als Pfarrer tätig und wurde von seinen Gegnern als „Monsieur le Pasteur“ angegriffen. Er war langjähriger Vorsitzender des Kasseler Arbeiterfortbildungsvereins.
In den Jahren von 1863 bis 1866 hatte er für den Wahlkreis Melsungen ein Mandat für die kurhessische Ständeversammlung.
Als Pfarrer der Vereinigten Oberneustädter Gemeinde war er von 1869 an im Nebenamt städtischer Schulreferent und Inspizient der städtischen Volksschulen in Kassel.
Von 1874 bis zu seinem Eintritt in den Ruhestand im Jahre 1891 war er Regierungs- und Schulrat bei der Bezirksregierung Kassel und dort für die Aufsicht über die evangelischen und katholischen Volks-, Mädchen- und Privatschulen zuständig.

## Familie
Er war verheiratet mit Emilie Pinhard (* 1832), mit der er die Tochter Julie (* 31. Januar 1853, ∞ Forstmeister Hermann Lutteroth, * 1842) hatte.

## Auszeichnungen
- geheimer Regierungsrat

## Schriften
- Worte, am Grabe des Ministerial-Repositars Ludwig Carl August Weinrich (1858)
- Festrede bei der Feier von Schiller’s hundertjährigem Geburtstag (1859)
- Philipp der Großmütige im Bauernkriege (1886)